# Plea
Plea is een geslacht van wantsen uit de familie van de Pleidae (Dwergbootsmannetjes). Het geslacht werd voor het eerst wetenschappelijk beschreven door Leach in 1817.

## Soorten
Het genus bevat de volgende soorten:

- Plea areolata Paiva, 1918
- Plea minutissima Leach, 1818
- Plea pullata Stål
- Plea punctifer Barber, 1923
- Plea quinquemaculata Lundblad, 1933